# خوسيه غونزاليس
خوسيه غونزاليس (بالإسبانية: José Ramón González)‏ (20 مايو 1968 إسبانيا - ) هو لاعب كرة قدم إسباني يلعب كلاعب وسط.